# Bradenton
Bradenton város az USA Florida államában. Lakosainak száma 55 698 fő (2020. április 1.).

## Népesség
A település népességének változása:
| Lakosok száma | 49 546 | 50 672 | 55 698 |
|               | 2010   | 2012   | 2020   |